# Род Ферґюссон
Род Ферґюссон (англ. Rod Fergusson) — канадський відеоігровий продюсер, найбільше відомий керуванням розвитку франшизи «Gears of War» спершу в Epic Games, згодом як очільник The Coalition, дочірньої студії Microsoft. За часи своєї кар'єри, він долучався до створення відеоігор «Bulletstorm», «Unreal Tournament 3», займався портуванням Counter-Strike для Xbox, тощо.
Свою кар'єру в індустрії відеоігор Род Ферґюссон розпочав у 1990-х роках, коли почав працювати в Microsoft. На початку 2000-х він приєднався до Epic Games, де брав участь у розробленні франшизи «Gears of War». Покинувши компанію 2012-го, допоміг у розробленні BioShock Infinite для Irrational Games, та вже 2014 року повернувся до Microsoft Studios, де з 2015-го до 2020-го очолював студію «The Coalition», відповідальну за розроблення Gears of War 4 та Gears 5.
З лютого 2020 року працює в Blizzard Entertainment, де відповідає за розвиток серії відеоігор «Diablo», допомагаючи створювати Diablo IV, анонсовану наприкінці 2019-го.

## Кар'єра
Народився Род Ферґюссон в Онтаріо, Канада. З дитинства цікавився відеоіграми. Свого часу створив власну багатокористувацьку текстову відеогру (MUD), щоб зрозуміти як відбувається процес розроблення.

### Microsoft (1996—2005)
Працювати у Microsoft Ферґюссон почав 1996 року, спершу надаючи лише технічну підтримку клієнтам компанії. Пізніше, йому вдалося доєднатися до нової відеоігрової студії під керівництвом Шеннон Лофтіс, яка особисто запропонувала роботу, після допомоги Ферґюссона у виправленні помилок інтерфейсу. Зрештою це призвело до роботи Ферґюссона над розробленням Microsoft Train Simulator, де він здобував свій перший досвід зі створення відеоігор. Наступним його проєктом стала відеогра про морські баталії Blood Wake, розробленням якої на той час займалася Stormfront Studios. Завершивши роботу над вже двома проєктами, він захотів перейти зі сфери безпосереднього розроблення до видавництва відеоігор, і незабаром отримав пропозицію працювати над випуском портування Counter-Strike на першу Xbox. Помітивши, що прогрес із портування пригальмував, він відвідав студію Ritual Entertainment у Далласі, що відповідала за розробницьку сторону. Зі слів Ферґюссона, робота над портуванням відеогри на той час навіть не розпочалася, проте вже за пів року проєкт мав бути випущений. Повідомивши про це очільницю студії Бонні Росс (англ. Bonnie Ross), вони домовилися, що, якщо їй вдасться зібрати потрібну Ферґюссону команду, то вони розроблять проєкт самостійно у сіетлівській студії Microsoft. Ферґюссон очолив тимчасово створену команду. Менше ніж за пів року, проєкт було завершено, а Counter-Strike для Xbox вийшла вчасно, під кінець 2003-го. Упродовж наступних двох років Ферґюссон працював над двома неанонсованими проєктами, інформацію про які він не розголошує.
На початку 2005 року керівництво Microsoft запропонувало Ферґюссону допомогти Epic Games розроблювати Gears of War, на що той погодився.

### Epic Games (2005—2012)

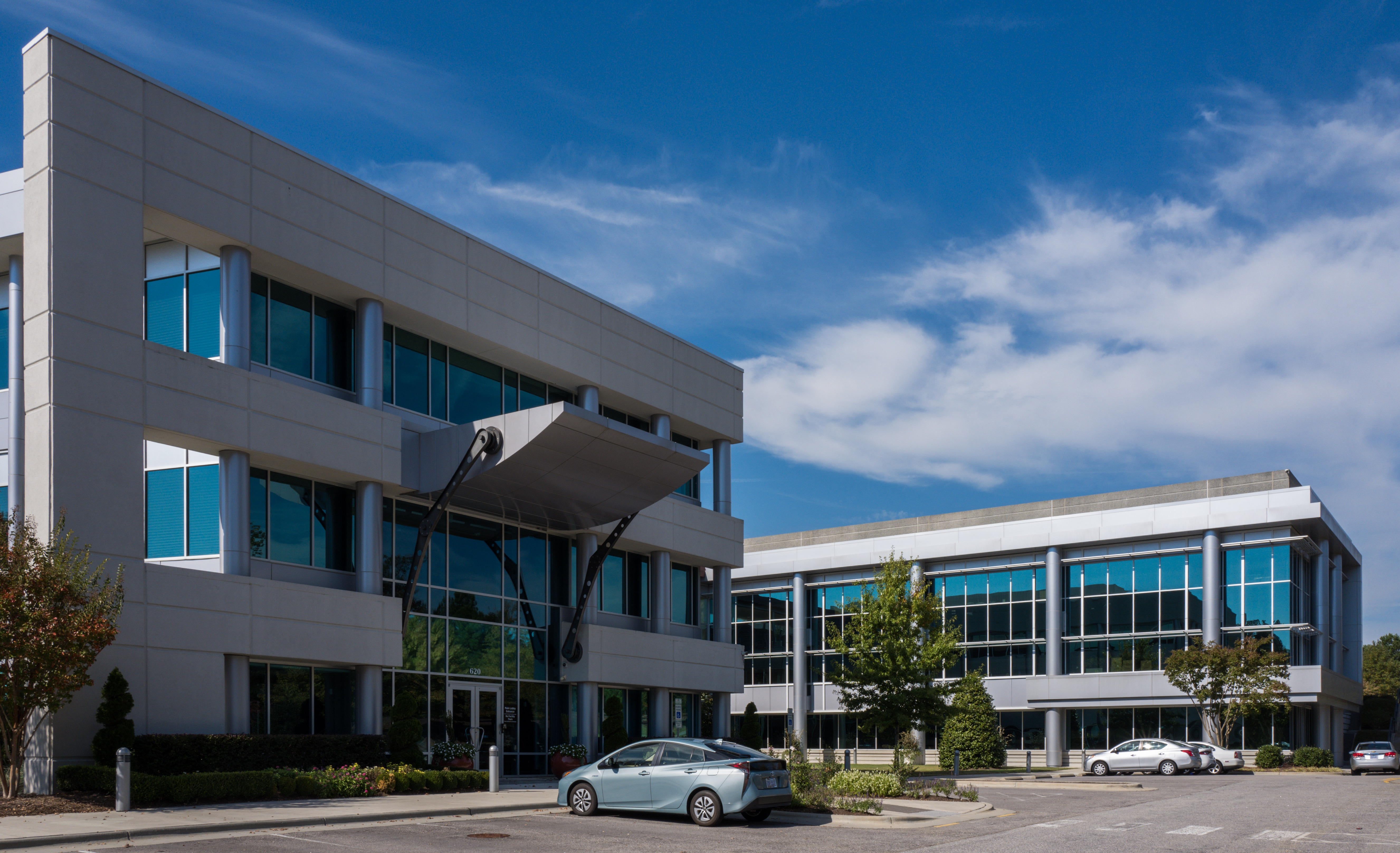
Штаб-квартира Epic Games у місті Кері, Північна Кароліна, Сполучені Штати Америки, де Род Ферґюссон працював із 2005 року до 2012-го, перейшовши до Irrational Games

Працюючи над першою частиною Gears of War, компанія водночас вела розроблення ще Unreal Tournament 3, що, з розповідей Ферґюссона, призвело до того, що на два проєкти компанія мала лише одного продюсера. На цьому етапі, щоб вийти з ситуації Ферґюссон, порадившись з керівництвом, вирішує повноцінно приєднатися до Epic Games, покинувши Microsoft та посівши посаду продюсера проєкту. Для нової роботи Ферґюссону разом із сім'єю довелося переїхати з Сіетла на південь Північної Кароліни. І вже з липня 2005-го він почав повноцінно працювати в Epic Games. За часи роботи Ферґюссона компанія перейшла від випуску проєктів «випустимо, як тільки зробимо» до фіксованої дати виходу та почала застосовувати діаграму Ґанта. Для повного створення відеогри команда, що налічувала близько вісімдесяти осіб, мала вісімнадцять місяців. Зі слів Ферґюссона багато людей, що займалося Unreal Tournament довелося забрати на розроблення Gear of War. Робота над франшизою стала однією із найвизначніших робіт Ферґюссона за всю його кар'єру. Він також має татуювання, пов'язане з Gears of War.
Окрім Gears of War він допомагав створювати й інші проєкти Epic Games, зокрема першу мобільну гру компанії «Infinity Blade» (2010) та відеогру «Bulletstorm» (2011), яка мала певні проблеми з випуском. Хоч Ферґюссон і допомагав із дизайном першої, та він, як заявив пізніше, не міг збагнути самої ідеї створення ігор для телефонів, а також постійно повторюваного ігрового процесу (як, наприклад, у Spelunky, відеогрі жанру roguelike). Проте йому подобається ігровий процес у картярських відеоіграх (Magic: The Gathering чи Slay the Spire, наприклад), де все націлене на те, щоб гравець формував власну колоду карт. Щодо другої відеогри, то Ферґюссон вважає її такою, що випередила свій час: «вона була б дуже популярною зараз [інтерв'ю 2019 року]… ідеальною для стримінгу, а сама ідея суперницької гри…чудова». На його думку, одним із головних прорахунків також була маркетингова кампанія від Electronic Arts, яка не знала як продати відеогру, зосередившись лише довкола системи «майстерних вбивств» (англ. skillshots). Значна частина ігрового процесу — знищення ворогів — була побудована на основі здобуття очок (англ. score-based combat), досить популярну ідею серед відеоігор швидше другої половини 2010-их на думку Ферґюссона.
Упродовж роботи в Epic Games його кількаразово підвищували: спершу до старшого продюсера, пізніше до керівника виробництва, і зрештою він посів посаду виконавчого продюсера Epic Games.
2012-го Epic Games розпочала перемовини з китайською компанією «Tencent Holdings», щоб вийти на ринок мобільних та безкоштовних ігор. У червні того ж року Tencent інвестувала в Epic Games, придбавши близько 40 % компанії за 330 мільйонів доларів США та ставши головним видавцем Epic Games у Китаї. Як пізніше розповідав головний виконавчий директор Epic Games Тім Свіні (англ. Tim Sweeney), у компанії зростало усвідомлення того, що стара модель створення проєктів вже не працювала, слід було впроваджувати нову.

### Irrational Games (2012—2013)

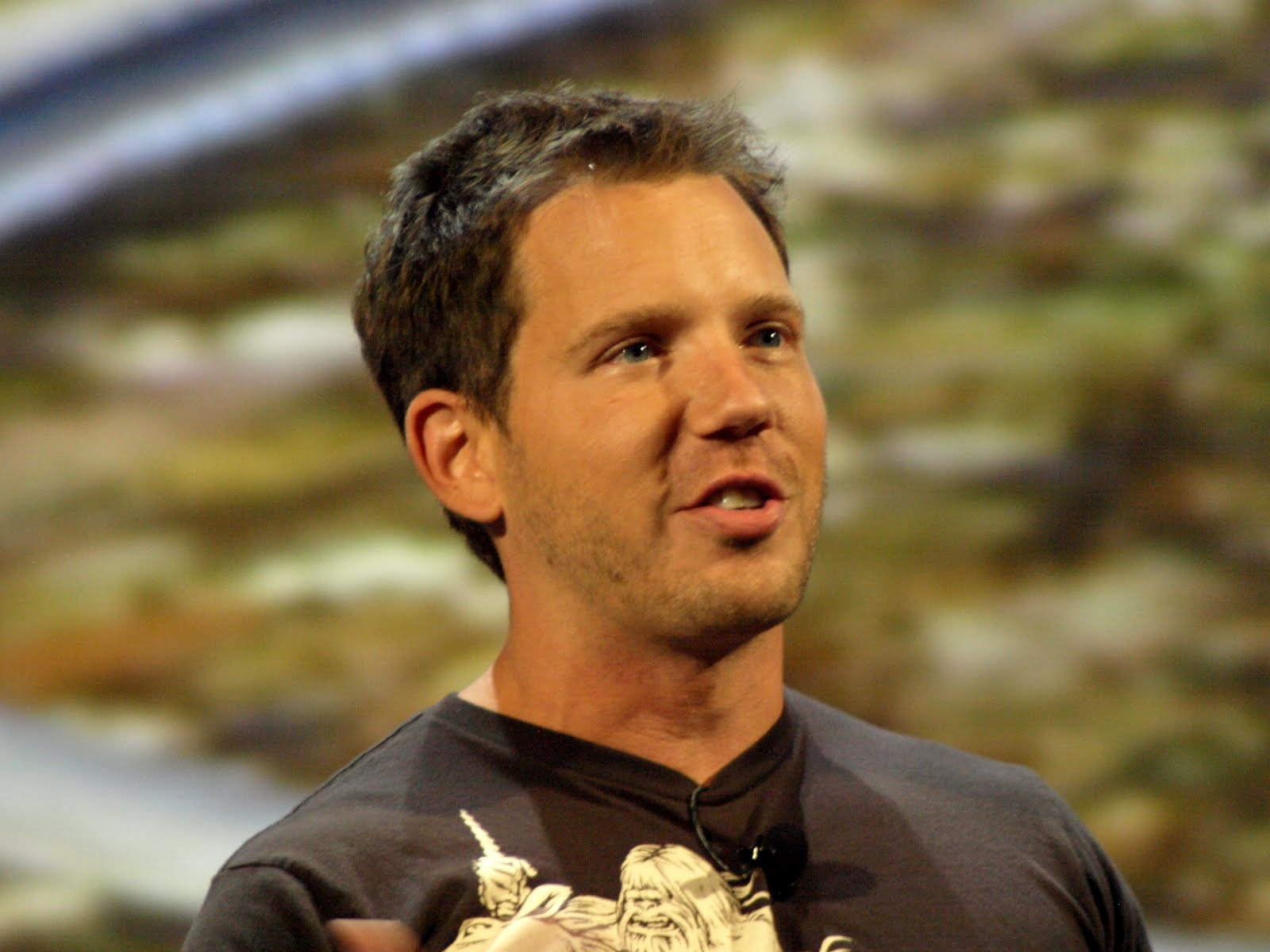
Кліфф Блезінський (Cliff Bleszinski) під час презентації Gears of War 3 на Electronic Entertainment Expo 2010 року, один із головних відеоігрових продюсерів Epic Games, який разом із Родом Ферґюссоном покинув компанію після інвестицій Tencent Holdings

Вважаючи, що інвестиції та подібна співпраця із Tencent надзвичайно змінять політику компанії, націлену на створення великомасштабних AAA-проєктів, Ферґюссон покидає Epic Games, приєднавшись 9 серпня 2012-го до Irrational Games: «Я люблю AAA, великосюжетні, великомасштабні, дуже впливові відеоігри, через що я негайно перейшов до BioShock Infinite [відеогри, створенням якої Irrational Games займалася на той час]…». У новій компанії він обійняв посаду виконавчого віцепрезидента з розвитку, допомагаючи завершити створення проєкту. До нього ця робота належала Тіму Ґеррітсену, який разом із технічним художником студії Нейтом Веллсом вирішили полишити компанію того ж місяця.
Пропрацювавши близько дев'яти місяців після свого призначення, Ферґюссон покидає Irrational Games у квітні 2013-го, наголосивши, що доєднавшись до нової команди, він завжди мав намір піти після завершення створення BioShock Infinite. Пізніше Ферґюссон в інтерв'ю 2020 року заявив, що короткий період, який він провів у компанії, підтвердив те, що він хороший «завершувач», тобто людина, яка здатна допомогти завершити непростий проєкт вчасно, маючи на своєму рахунку вже Counter Strike для Xbox, Gears of War тощо. Відеогра вийшла в березні, досягнувши світового визнання: вона отримала одні з найвищих оцінок від оглядачів і гравців; була однією із найуспішніших відеоігор за весь час; перемогла у численних номінаціях на різноманітні нагороди тощо. Зі слів Ферґюссона 2019 року, розроблення BioShock Infinite стало одним із найтяжчих проєктів, яким він коли-небудь займався.
У вересні 2013 року Род Ферґюссон повідомив своїх дописувачів у твіттері, що очолюватиме нову дочірню студію 2K Games у Сан-Франциско, одразу анонсувавши розроблення нового проєкту. Цю інформацію підтвердив представник холдингової компанії, заявивши, що компанія дуже рада такому ходу подій. Пізніше Ферґюссон уточнив, що мова йшла про студію Hangar 13, яка на той час працювала над створенням Mafia III.

### Black Tusk Studios/The Coalition (2014—2020)
У січні 2014 року корпорація Microsoft оголосила про придбання всієї інтелектуальної власності франшизи Gears of War у компанії Epic Games, доручивши розвиток своїй ванкуверській дочірній студії Black Tusk Studios під керівництво очільника студії Ганно Лемке. У своїй заяві Microsoft Studios наголосила, що це доручення є проявом великої довіри не лише до студії, а й до розроблення відеоігор у тому регіоні. Подібна заява зумовлена закриттям дочірньої студії Microsoft Victoria, розташованої в безпосередній близькості до Black Tusk Studios, 2013 року, після її відкриття 2012-го. Окрім цього, Microsoft неочікувано оголосила, що за майбутній розвиток франшизи відповідатиме Род Ферґюссон, який ще чотири місяці тому повідомляв про очолювання нової дочірньої студії «2K Games». Сам Ферґюссон прокоментував свій перехід дуже позитивно, відзначивши, що він надзвичайно радий приєднатися до Black Tusk Studios: «Я мав честь працювати над багатьма чудовими відеоіграми, але Gears of War найбільше вплинула на мене як професійно, так і особисто, тому це неначе повернення додому…». Очільник Microsoft Studios Філ Спенсер висловив велику впевненість в Лемке та Ферґюссоні, заявивши, що з такою командою студія чудово вкомплектована для подальшого розроблення франшизи. Перехід Ферґюссона також прокоментував й головний виконавчий директор 2K Games Стросс Зельник, заявивши: «У нас там чимала студія з приголомшливим керівництвом. Мені було сумно втрачати Рода, але команда повністю готова до будь-яких викликів». Лише 2020-го року стало відомо, що Ферґюссон покинув студію через творчі розбіжності та різне бачення на розвиток студії та відеогри з вищим керівництвом, про що він заявив під час PAX South 2020.
2014 року компанія налічувала близько 150 співробітників, а 2015-го Black Tusk Studios провела ребрендинг, ставши «The Coalition» (укр. Коаліція). Компанія отримувала всебічну підтримку від Epic Games за словами Ферґюссона. Окрім вихідців із Crytek, Radical Entertainment та EA Black Box, команда студії, за запрошеннями Ферґюссона, також була розширена співробітниками з Epic Games, зокрема до команди доєднався старший дизайнер компанії Джим Бравн. Сам Ферґюссон відзначав, що придбання Microsoft прав на франшизу «Gears of War» та формування окремої студії для цього підкреслює той факт, що компанія планує створити не одну відеогру, а повноцінно зайнятися розвитком серії у довгостроковій перспективі. Плануючи не полишати студію найближчим часом, після чотирьох місяців роботи він разом із сім'єю переїжджає з Північної Кароліни до Ванкувера, Канада.
Першим проєктом, яким займалася команда на чолі з Ферґюссоном було розроблення нової частини Gears of War. За умовами придбання, Microsoft повністю придбала всю інтелектуальну власність франшизи, а тому створюючи Gears of War 4 студія могла використовувати сюжет попередніх частин від Epic Games, розширюючи чи змінюючи його за власним бажанням. Ферґюссон зауважив, що Epic Games свого часу не розкрила багато потенційних сюжетних прогалин. Він також покладав велику надію на команду, сподіваючись разом виправдати будь-які сумніви прихильників франшизи: «перш ніж робити щось інакше, ми маємо показати, що ми знаємо, як це робиться». Gears of War 4, що вийшла 11 жовтня 2016, отримала дуже схвальні відгуки від оглядачів і гравців, та була номінована на низку нагород.
Упродовж наступних років Род Ферґюссон разом із командою працював над створенням продовження до четвертої частини, Gears 5, що вийшла 10 вересня 2019. Відеогра також отримала схвальні відгуки від оглядачів та гравців, хоча загалом здобуті оцінки від оглядачів були нижчими за попередню частину, відеогра встановила низку рекордів. Ігровий процес і кампанія є одними з головних переваг відеогри на думку оглядачів, проте вони також відзначили відсутність значних нововведень та недосконале оповідання історії. Попри те, що відеогра стала однією з найуспішніших випущених відеоігор Microsoft за перший тиждень, відеогра не відзначилася хорошими продажами у Великій Британії: попередня частина продавалася у 4,5 раза краще в перший тиждень. Протягом першого тижня у відеогру зіграло понад три мільйони гравців, що стало найбільшим проєктом, доданого до передплатницького сервісу «Xbox Game Pass».

### Blizzard Entertainment (з 2020)
Після шести років роботи в The Coalition над франшизою «Gears of War» та очолювання студії, у лютому 2020 року Род Ферґюссон повідомив про свій перехід до Blizzard Entertainment, де він керуватиме розвитком серії відеоігор «Diablo», зокрема Diablo IV, анонсованої наприкінці 2019-го.

## Світогляд
За сприяння неприбуткової організації Truth Initiative та Ферґюссона з Gears 5 було прибрано паління або вживання тютюну та інших його видів. «Я на власні очі бачив руйнівний вплив паління, — заявив Ферґюссон і додав: Для мене завжди було важливим не використовувати паління як один із інструментів оповідання». Пізніше, на своїй твіттер-сторінці він уточнив, що був проти паління ще з самого початку, і тяжко працював, щоб такий елемент не став частиною франшизи: «Коли-небудь помічали, що концепт-арт Діззі з Gears 2 мав цигарку, а у грі — ні? Моїх рук справа».

## Проєкти
Рода Ферґюссона було зазначено в титрах наступних проєктів:
- 2001 — Microsoft Train Simulator
- 2002 — Blood Wake
- 2003 — Half-Life: Counter-Strike для Xbox
- 2006 — Gears of War
- 2007 — Unreal Tournament 3
- 2008 — Gears of War 2
- 2009 — Shadow Complex
- 2010 — Infinity Blade
- 2011 — Gears of War 3
- 2011 — Infinity Blade II
- 2011 — Bulletstorm
- 2013 — Gears of War: Judgment
- 2013 — BioShock Infinite
- 2016 — Gears of War 4
- 2019 — Gears 5

Подяки:
- 2005 — Unreal Championship 2: The Liandri Conflict
- 2009 — Fat Princess[29]
- 2010 — Lost Planet 2[3]
- 2010 — Alan Wake
- 2012 — Alan Wake PC
- 2013 — Infinity Blade III
- 2015 — Halo 5: Guardians
- 2016 — Halo 5: Forge
- 2016 — Killer Instinct[e]